# Дини, Трой
Трой Мэ́ттью Ди́ни (англ. Troy Matthew Deeney; род. 29 июня 1988, Бирмингем[…]) — английский футболист, нападающий; тренер.

## Клубная карьера
Уроженец Бирмингема, Дини был приглашён на просмотр в местный клуб «Астон Вилла» в возрасте 15 лет, но не произвёл впечатления. В 2004 году стал игроком академии клуба «Челмсли Таун», в котором выступал до 2006 года. Во время выступлений за «Челмсли Таун» его заметил тренер молодёжного состава «Уолсолла» Мик Халсолл, пришедший посмотреть на игру своего сына, однако тот матч был отложен. Вместо этого он увидел Дини, который сыграл в состоянии алкогольного опьянения, но забил 7 голов в игре, завершившейся со счётом 11:4. После этого Дини прошёл просмотр в «Уолсолле», но только после того, как его тренер из «Челмсли» буквально «поднял его из кровати» и заплатил за такси. 18 декабря 2006 года Дини подписал с «Уолсоллом» свой первый профессиональный контракт, после чего сразу же был отправлен в аренду в клуб «Хейлсоуэн Таун» до окончания сезона 2006/07.
Свой первый гол за «седельников» Дини забил в сентябре 2007 года в игре против «Миллуолла». Этот гол стал для него единственным в сезоне 2007/08. В первой половине сезона 2008/09 Трой забил лишь 2 гола, однако после назначения на пост главного тренера «Уолсолла» Криса Хатчингса в январе 2009 года Дини начал играть на своей любимой позиции нападающего вместо правого крайнего полузащитника, что сразу дало результат в виде забитых мячей. В 12 матчах под руководством Хатчинса Дини забил 9 голов. 9 сентября 2009 года Дини подписал с «Уолсоллом» двухлетний контракт. В сезоне 2009/10 Дини забил 14 голов и был признан игроком года в «Уолсолле».
4 августа 2010 года Дини подал письменную просьбу о трансфере. Через два дня он был продан в «Уотфорд» за £250 000. Дини подписал с клубом двухлетний контракт, предусматривающий увеличение его зарплаты с £1200 до £6000 в неделю. В тот же день, 6 августа, он дебютировал за «Уотфорд» в матче против «Норвич Сити». Свой первый гол за «шершней» Дини забил 24 августа в игре Кубка Футбольной лиги против «Ноттс Каунти».
В марте 2013 года Дини продлил свой контракт с «Уотфордом» до 2016 года.
В сезоне 2013/14 Дини забил 24 гола в Чемпионшипе и был признан лучшим игроком сезона в составе «Уотфорда».
После ухода из клуба Мануэля Альмунии перед началом сезона 2014/15 Трой Дини был назначен капитаном «Уотфорда».
В сезоне 2014/15 Дини помог «Уотфорду» выйти в Премьер-лигу. Также он стал первым игроком «Уотфорда», который забивал 20 и более голов в трёх сезонах подряд (2012/13, 2013/14 и 2014/15).
8 августа 2015 года Дини провёл свой первый матч в Премьер-лиге, в котором «шершни» сыграли на выезде ничью с «Эвертоном». 24 октября забил свой первый гол в Премьер-лиге в игре против «Сток Сити».

## Тренерская карьера
В 2023 году Дини перешел в клуб «Форест Грин Роверс». Принял участие в 16 матчах, забил 4 гола. Вскоре был назначен исполняющим обязанности главного тренера. В январе 2024 года покинул клуб. 

## Личная жизнь
Родился и вырос в Бирмингеме. Кроме него, в семье было ещё двое детей. Его родители развелись, когда Трою было 11 лет. В возрасте 14 лет бросил школу, но в 15 лет вернулся в неё. В 16 лет вновь бросил школу и начал работать каменщиком.
25 июня 2012 года Дини был приговорён судом к 10 месяцам тюремного заключения за драку (удар мужчины ногой в голову). Проведя в заключении почти 3 месяца, он был отпущен «в связи с раскаянием» и тем фактом, что это было его первое правонарушение.
Дини женат, у него есть сын, Майлз, и дочь, Амелия. Брат Троя, Эллис, является полупрофессиональным футболистом, он играл за молодёжный состав клуба «Астон Вилла», в настоящее время выступает за «Вустер Сити».
В октябре 2015 года Дини признался, что его дважды приглашали выступать за сборную Ямайки, но он дважды давал отказ, так как надеялся когда-нибудь сыграть за Англию.